# Lac Walker
Cet article concerne lac du Québec. Pour lac du Nevada, voir Lac Walker (Nevada).
Le lac Walker est un lac du Québec (Canada). Il est situé dans la municipalité régionale de comté (MRC) de Sept-Rivières dans la région de la Côte-Nord, à environ 30 km au nord-ouest de Port-Cartier. 
Comme plusieurs des lacs de la région, il possède une forme très élancée, environ 30 km de long par 4 km de large, et est entouré par des parois rocheuses hautement accidentées. Une investigation en 2011 établit sa profondeur à 280 mètres, ce qui en fait le deuxième lac le plus profond du Québec, après le lac Manicouagan (320 m) et devançant le cratère des Pingualuit au Nunavik (252 m).

## Toponymie
Nommé pour Hovenden Walker (vers 1656-1725 ou 1728) amiral britannique qui est venu avec une flotte de 12 000 hommes dans le but de s'emparer de Québec. Dans la nuit du 22 au 23 août 1711, une tempête s’abat sur la flotte et une partie des navires s'échoue sur l'île aux Œufs, tuant 900 personnes, ce qui mit fin à l'expédition. Le lac fut aussi connu sous les noms de lac Moteghats, de lac Thirty Mile (dû à une mauvaise interprétation de la longueur) et de lac Cache-Deux (du nom d'une cache située près de sa décharge). Les Innus le nomment quant à eux Tshishe Muteshekau, qui signifie « grand lac aux contours montagneux ».
Le lac donne son nom au territoire non-organisé de Lac-Walker.